# Berkhof Diplomat

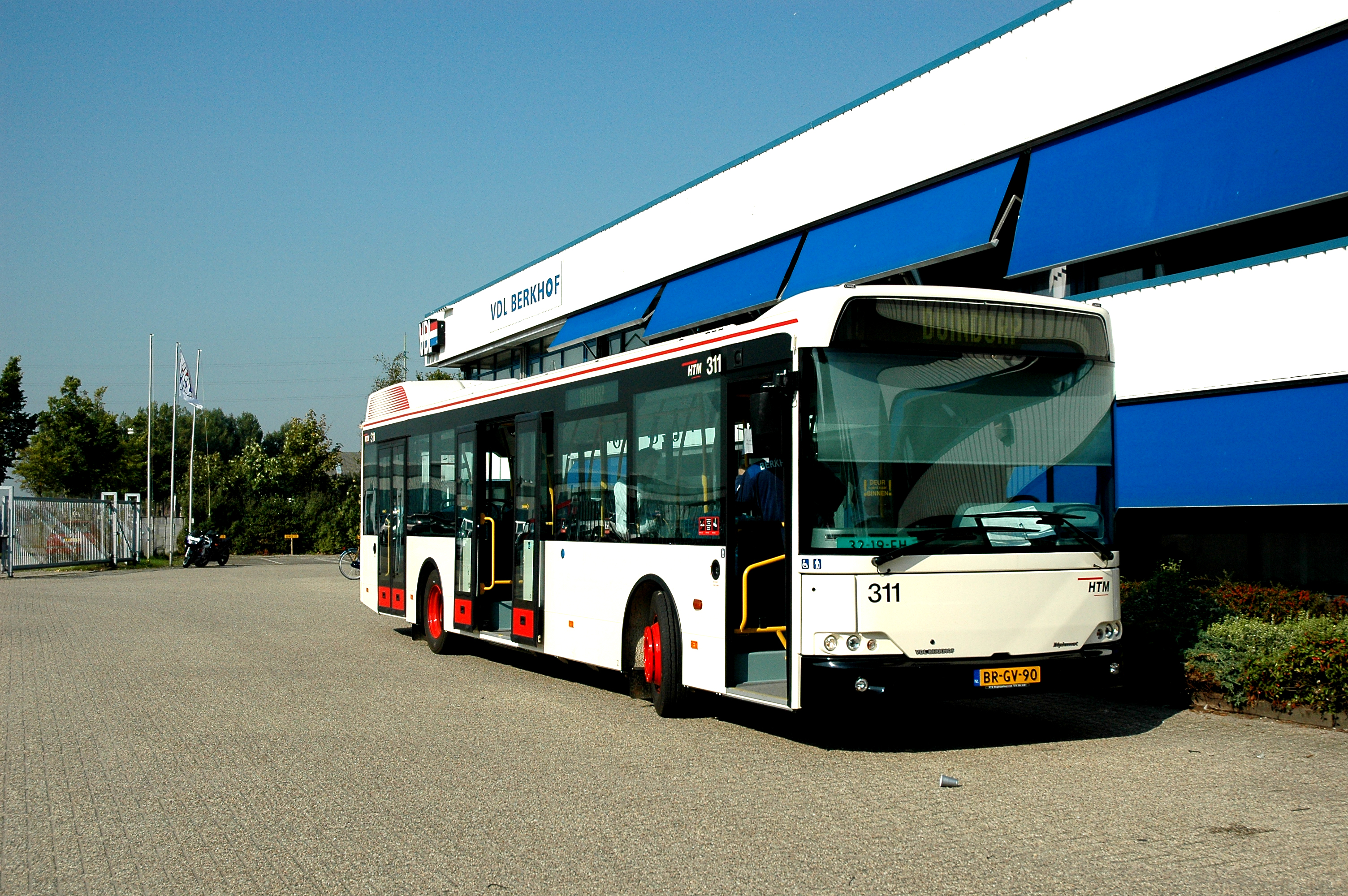
Berkhof Diplomat

De Berkhof Diplomat was een lagevloerbus van de Nederlandse busfabrikant VDL Berkhof in Heerenveen. De Diplomat werd in samenspraak met HTM Personenvervoer ontworpen.

## Ontstaansgeschiedenis
In de jaren 1998-2001 schafte HTM bussen van Den Oudsten type Alliance aan (HTM 101-207) om de lichtrode bussen van het type Commissie Standaardisering Autobusmaterieel (HTM 431-510 en 512-514), DAF-Hainje CSA-II) en een groot deel van de Neoplan N4016-lagevloerbusen (HTM 703-773 uit 1990/1991) te vervangen.
In 2001 plaatste HTM wederom een order bij Den Oudsten (Alliances) om de laatste Neoplans te vervangen. Echter, omdat het Woerdense bedrijf Den Oudsten in datzelfde jaar op hield met de productie van bussen, konden 30 nog te leveren bussen niet worden gebouwd. HTM moest vervolgens op zoek naar een nieuwe busleverancier die 30 bussen kon leveren. Zo kwam HTM bij VDL-Berkhof in Heerenveen terecht. Dit bedrijf bleek in staat om een bus te ontwerpen die voldeed aan de eisen van HTM. Uiteindelijk leidde dit tot de Berkhof Diplomat BJ255.

## HTM en de Diplomat
Op een exemplaar voor het Koninklijk Huis (AA-81) na, was HTM het enige bedrijf die dit type bus in de serie 301-330 bestelde. Deze serie kwam in de loop van 2005 in dienst. De HTM 301-306 kwamen aanvankelijk in Den Haag in dienst, maar zijn later naar Schiphol vertrokken. Ook de HTM 328-330 reden hier ten behoeve van het P3-vervoer.
In 2007 heeft HTM nog de Diplomat-demobus aangekocht die destijds bij Berkhof in Heerenveen verbleef. Deze bus was bij HTM onder nummer 300 in het wagenpark opgenomen. 
Inmiddels is de Diplomat uit het programma van VDL Bus & Coach geschrapt. De Diplomat moest samen met de Jonckheer plaats maken voor de Citea.
Eind 2012 werden de wagens bij HTMbuzz na nog geen zeven jaar dienst alweer buiten dienst gesteld omdat de bussen niet aan de concessievoorwaarden voldeden. De meeste wagens werden daarna op Schiphol ingezet. Bij de HTM verbleven nog twaalf exemplaren (316-327) die beschikbaar waren voor tramvervangend vervoer.